# Marta Francés
Marta Francés Gómez (14 de junio de 1995) es una deportista española que compite en triatlón adaptado. Ganó una medalla de plata en los Juegos Paralímpicos de París 2024, en la prueba PTS4.

## Palmarés internacional
| Juegos Paralímpicos | Juegos Paralímpicos | Juegos Paralímpicos | Juegos Paralímpicos |
| Año                 | Lugar               | Medalla             | Prueba              |
| ------------------- | ------------------- | ------------------- | ------------------- |
| 2024                | París (Francia)     | Medalla de plata    | PTS4                |